# الیسن جی۱۰۲
الیسن جی۱۰۲ (به انگلیسی: Allison J102) یک موتور هواگرد ساختِ کارخانهٔ الیسن انجین در کشور ایالات متحده آمریکا است.